# Dag Hammarskjöld Library
Dag Hammarskjöld Library är ett bibliotek som ingår i Förenta nationernas högkvarter. Det grundades 1946 som United Nations Library och flyttade till en nybyggd byggnad år 1961. Det är uppkallat efter FN:s tidigare generalsekreterare Dag Hammarskjöld som aktivt verkade för byggandet av ett centralt bibliotek för FN.
Bibliotekbeståndet omfattar mer än 400 000 titlar inom två områden: dokument, protokoll och publikationer från FN och dess systerorganisationer samt böcker, tidskrifter och dokument som beskriver projekt som stöds av FN.
Biblioteket har förbindelse med övriga byggnader på området via tunnlar. Det är inte öppet för allmänheten, men många dokument är tillgängliga digitalt. Tryckt material förvaras också i omkring 350  depåbibliotek i 135 länder runt om i världen.